# 利沃夫伯納德教堂

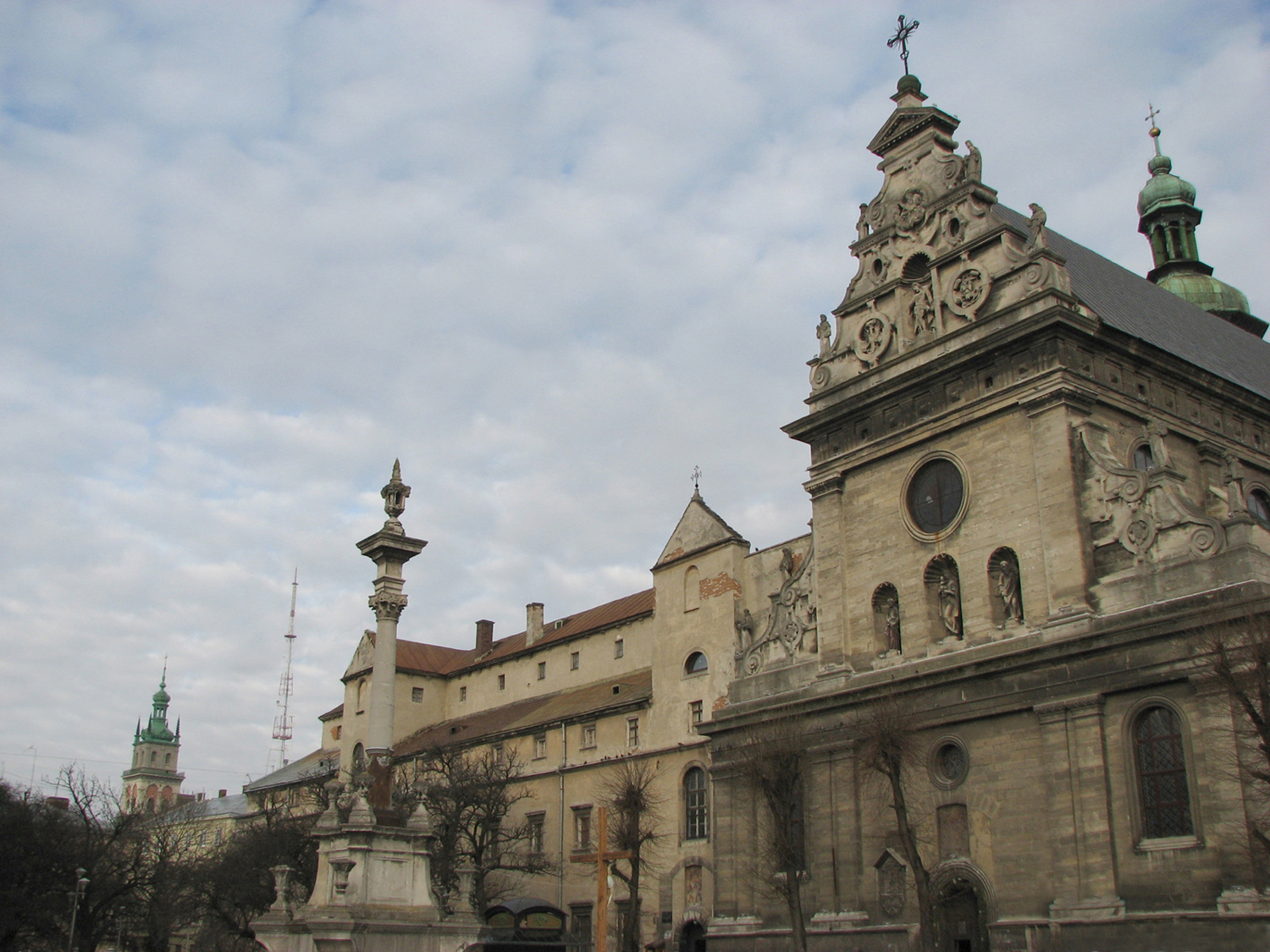
利沃夫伯納德教堂和修道院

利沃夫伯納德教堂和修道院是位於烏克蘭城市利沃夫舊城區的一座教堂。教堂修建於17世紀時期。在1738年至1740年期間，內部進行了翻新，改為巴洛克式風格。第二次世界大戰之後，蘇聯當局關閉了這座教堂。蘇聯解體之後，教堂忠實恢復為原貌。
 维基共享资源上的相關多媒體資源：利沃夫伯納德教堂
49°50′22″N 24°2′5″E / 49.83944°N 24.03472°E